# ميغيل مارتينيز (دراج)
ميغيل مارتينيز (بالفرنسية: Miguel Martinez)‏ مواليد 17 يناير 1976 في فرنسا، هو دراج فرنسي. شارك في دورة الألعاب الأولمبية الصيفية وفاز بميدالية أولمبية.

## روابط خارجية
- ميغيل مارتينيز على موقع الاتحاد الدولي للدراجات (الإنجليزية)
- ميغيل مارتينيز على موقع أرشيف الدراجات (الإنجليزية)
- ميغيل مارتينيز على موقع إحصائيات الدراجات الإحترافية (الإنجليزية)
- ميغيل مارتينيز على موقع نسبة الدراجات (الإنجليزية)
- ميغيل مارتينيز على موقع CycleBase (الإنجليزية)
- ميغيل مارتينيز على موقع MTB Data (الإنجليزية)
- ميغيل مارتينيز على موقع أوليمبيديا (الإنجليزية)